# Brighstoneus simmondsi
Brighstoneus simmondsi — викопний, єдиний відомий вид з роду Brighstoneus, відомий за частковим скелетом, що знайдений в Англії. 

## Етимологія
Родова назва походить від назви села Брайстоун на острові Ўайт, яке розташоване неподалік від місця розкопок. Видова назва вшановує містера Кіта Сіммондса, який зробив відкриття зразка.